# Алмада Негрейруш
Жозе́ Собра́л де Алма́да Негре́йруш (порт. José Sobral de Almada Negreiros; 7 апреля 1893, Триндаде, Сан-Томе и Принсипе — 15 июня 1970, Лиссабон) — португальский художник, писатель и поэт-футурист, представитель первого поколения модернизма в искусстве Португалии, в частности, в живописи и португальской литературе первой половины XX века. Гранд-офицер ордена Сантьяго (GOSE, 1967).

## Орфография
Встречаются различные варианты написания неполного имени художника, наблюдается отсутствие нормы орфографии:
- Almada Negreiros, José[4]
- Almada-Negreiros, José
- Almada-Negreiros, José de[5][6]
- Negreiros, José Almada
- Negreiros, José Almada de
- Negreiros, Almada > Негрейруш, Алмада[7]

## Жизнь и творчество
Оставил значимый след в различных сферах современного искусства Португалии — живописи, графике, литературе (роман, поэзия, эссе) и театре (драма). В предисловии каталога «Алмада», выпущенному к 100-летию рождения художника, отмечено, что без упоминания его имени не может обойтись ни одно исследование художественных или литературных движений Португалии первых десятилетий XX века. Избрав роль бунтовщика, Алмада на протяжении ряда лет не мог утолить желание шокировать публику. 

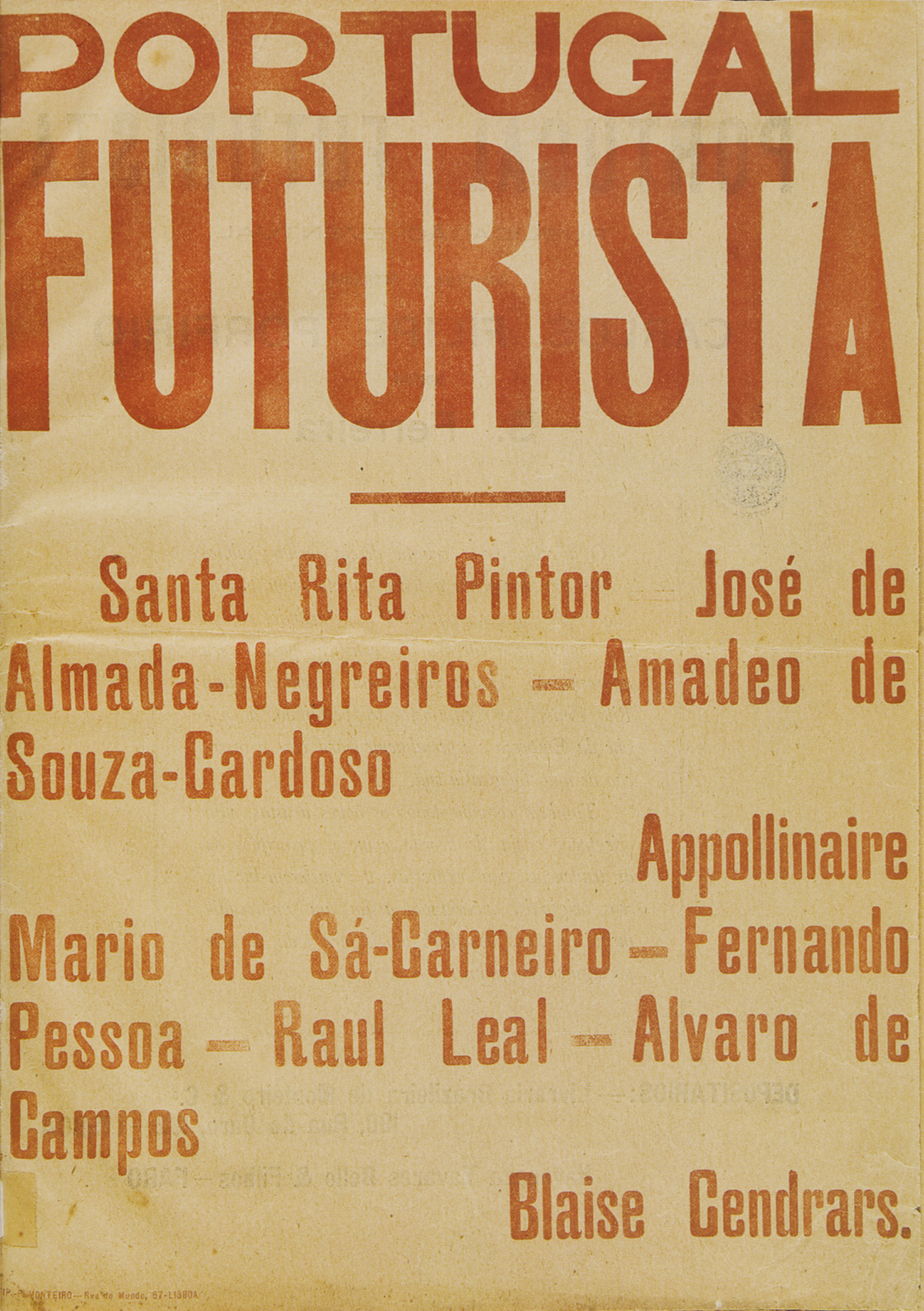
Журнал Portugal Futurista, 1917 № 1

Отец был высокопоставленным чиновником еврейского происхождения, мать была мулаткой, получившей образование в Лиссабоне. Рано лишился матери, в 7 лет (или в 2 года) приехал в Лиссабон к тётке по материнской линии, там же получил начальное образование. Начинал как автор карикатур; в 1913 году Фернанду Пессоа написал статью о выставке его работ в этой области. А. Ж. Сарайва и О. Лопеш отметили важность пребывания Алмады Негрейруша и Санта Риты Пинтора в Париже в 1913—1916 годах, вернувшихся из мировой культурной столицы в Лиссабон с литературными и футуристическими новостями. До периода модернизма художник отдал дань течениям реализма, натурализма и символизма. Модернистский период отмечен воздействием футуризма, сенсационизма (Пессоа), симультанизма и кубизма. Войдя в состав первой группы модернистов в Лиссабоне, Алмада Негрейруш и А́лвару де Кампуш, гетероним Фернанду Пессоа, в своих футуристических «Ультиматумах» заявили о разрыве с любыми проявлениями романтического идеализма мелкой буржуазии. В этой группе кроме Фернанду Пессоа и Мариу де Са-Карнейру Жозе Сабрал де Алмада-Негрейруш был ещё одним большим оригиналом. Принимал участие в организованных Фернанду Пессоа двух исторических выпусках журнала «Орфей» (Orpheu, 1915), потому наряду с Фернанду Пессоа, Мариу де Са-Карнейру, Санта-Ритой Пинтором и Амадеу де Соуза-Кардозой стал известен в истории культуры Португалии как представитель так называемого поколения «Орфея» (Geração d’Orpheu). Позднее, видимо, как единственный лиссабонский художник экспериментировал с интерсекционизмом Пессоа.
Несмотря на встречающиеся указания, что Алмада Негрейруш был самоучкой и не получил никакого специального образования, имеются сведения о прохождении обучения в художественной школе. Скорее всего, под определением «самоучка» подразумевается отсутствие законченного высшего академического образования. Между 1919 и 1920 годом учился живописи в Париже, работал танцором в кабаре и создавал литературные тексты и художественные работы, среди которых свой знаменитый автопортрет. Поэтическое творчество Алмады делится на два периода: начальный, авангардистский, воинственно-футуристический 1914—1923 годов и умозрительный и скептический после 1923 года. В 1925 году написал роман о проститутке Nome de Guerra, изданном в 1938 году. Между 1927 и 1932 годом жил в Испании, где работал по заказам. К наиболее значительным работам мадридского периода относятся «Портрет семьи» (1927) и декоративное панно в мадридском кинотеатре Сан Карлос (1929). 

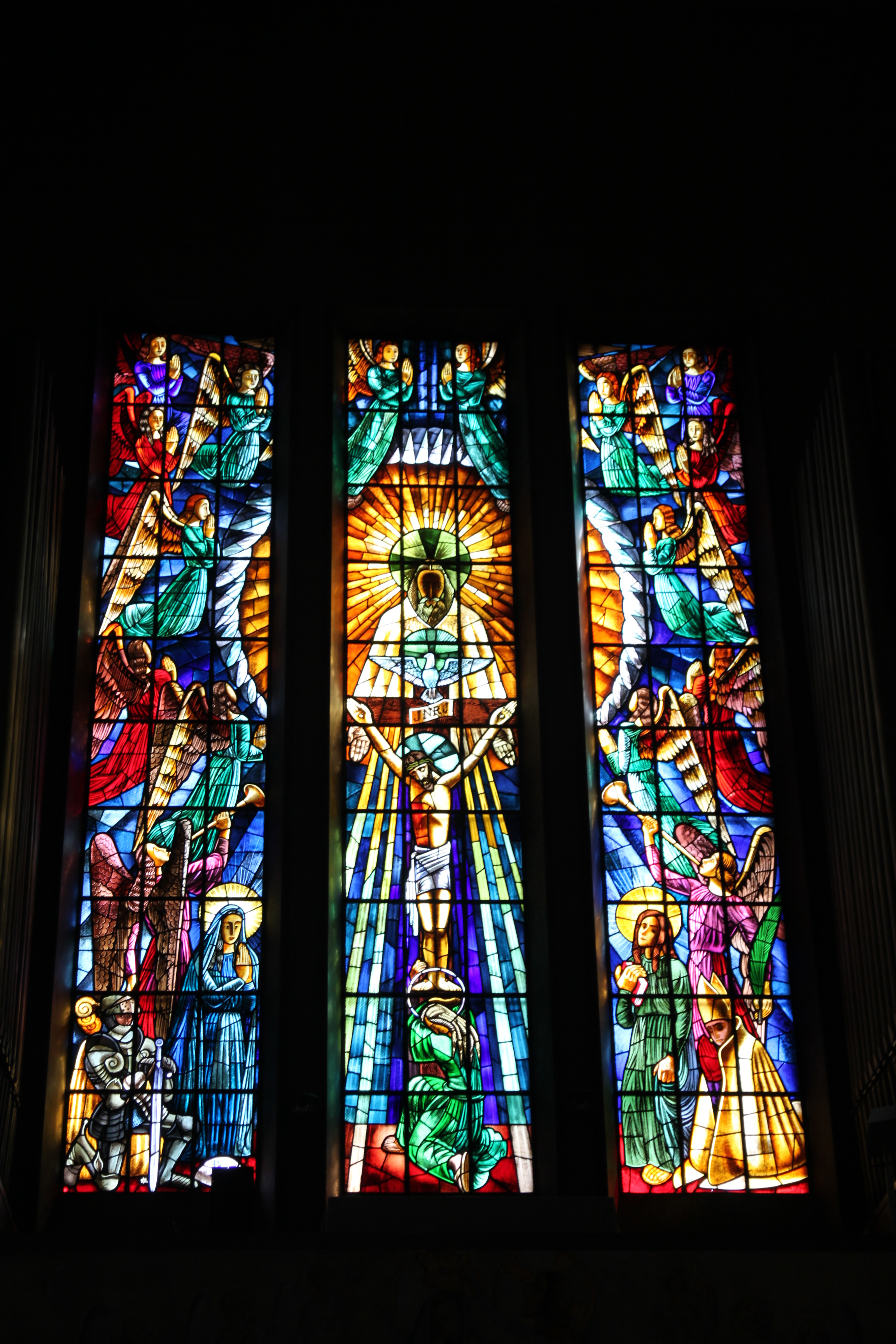
Витраж в церкви Носа Сеньора де Фатима, Лиссабон

Из Мадрида в Лиссабон вернулся зрелый сложившийся художник. В Португалии сотрудничал со многими периодическими изданиями. К лучшим работам периода 1933—1949 годов относятся витражи в церкви Носа Сеньора Фатима (Igreja de Nossa Senhora do Rosário de Fátima, 1938), настенные росписи здания газеты Diário de Notícias и лиссабонского морского вокзала Алкантара (Gare Marítima de Alcântara, 1943—1945). К 1946—1948 годам относятся фрески морского вокзала порта Роша ду Конде в Обидуше (Gare Marítima da Rocha do Conde de Óbidos). «Лиссабонские росписи, проникнутые идеями национализма и мистицизма, решены в более „правдоподобной“, сглаженной манере, нежели угловатые, условные, словно навеянные кубистическим прошлым росписи Обидуша».
Также проявил себя в монументальной живописи, изготовлении гравюр, гобеленов, азулежу, мозаик, витражей, настенных панно, балетной хореографии. Участвовал в оформлении Музея Галуста Гюльбенкяна. Согласно сведениям Т. П. Каптеревой, посвятил много сил реконструкции «Алтаря Сан Висенте» Нуну Гонсалвеша. К балету мог приобщиться благодаря гастролям труппы Русский балет Дягилева в Лиссабоне в зимнем сезоне 1917/18 года. Можно было бы предположить, что на Алмаду произвёл впечатление кубический балет «Парад» в постановке Мясина. Но ни Мясин, ни Григорьев не упоминали в своих мемуарах репертуар выступлений в Лиссабоне. За время гастролей 13—27 декабря 1917 года (Coliseu dos Recreios) и 2 и 3 января 1918 года (королевский театр Сан Карлуш) было представлено 15 балетов (12 Фокина и 3 Мясина). Алмада сблизился с Мясиным и Дягилевым. Дягилев присутствовал на репетициях его балета «Легенда об Инеш» (A Lenda d’Inez), который никогда не увидел свет рампы. Алмада попал под воздействие эстетики Ларионова и Гончаровой, что ощутимо в его балете A Rainha Encantada (1918). Негрейруш никогда не видел постановку «Парада», но всё-таки имел малейшее представление о спектакле по парижской программке, хранящейся в архиве его наследников.
В оценке фигуры Алмады Негшрейруша Т. П. Каптерева в фундаментальной и единственной на русском языке монографии об искусстве Португалии объединила мнения португальских авторов (França J. A.; Ambrósio A.) со своим собственным восприятием: «Негрейруш — один из самых ярких представителей португальского авангардизма. <…> Прекрасный рисовальщик, иллюстратор, карикатурист, живописец, поэт, он владел неиссякаемой способностью совершать и выдумывать что-то необычное и экстравагантное. После выступления в 1917—1918 годах в Лиссабоне труппы Русского балета Сергея Дягилева Негрейруш собрал и возглавил любительскую балетную труппу, в спектаклях которой с успехом танцевал и сам. Убеждённый монархист и антиреспубликанец, Негрейруш стал страстным пропагандистом футуризма, как известно, течения, пронизанного агрессивным духом национализма и шовинизма. Организованная в 1917 году в Лиссабоне в городском театре Первая конференция футуризма ставила своей целью представить футуризм поколению португальцев XX века. Первым выступил Негрейруш, провозгласивший Ультиматум футуризма. Но вскоре его внимание привлёк кубизм, связанный в Португалии с именем Амадео де Соузой Кардозу».
Эдуарду Лоренсу описал Негрейруша в несколько ином более замысловатом плане: «Странное сопряжение жизни и искусства соединяет Алмаду „Футуриста и Всё“ (отсыл к названию «Manifesto anti-Dantas e por extenso por José de Almada Negreiros poeta d’Orpheu Futurista e Tudo», 1915), Нарцисса Египта провоцирующей молодёжи, с герметическим магом, уверенным в обретении в 1940-х годах „ключа“ к самому себе и миру в „имманентном числе универсума“».
В последние два десятилетия своей жизни художник создавал абстрактные работы и геометрические настенные росписи, изготовлял гобелены. Пытаясь подобрать таинственный ключ к разгадке культуры, изучал мистерии Древней Греции, масонство и нумерологию. В результате 45-летних исследований объявил о разгадке тайны живописи Нуну Гонсалвеша. К главным и значительным работам тех лет относятся портрет Фернанду Пессоа (1954), панно Começar при оформлении стен у входа в Музей Галуста Гюльбенкяна (1969). Весомые как художественный, так и интеллектуальный вклады Алмады Негрейруша ставят его не только во главе деятелей современной культуры Португалии, но и свидетельствуют о нём как выдающемся художнике мирового значения.
В год смерти первая часть выпуска журнала Colóquio (1970, № 60) была посвящёна памяти Алмады Негрейруша. Статьи разделялись по двум рубрикам: «Искусство» и «Литература».  Вышедшее посмертно в 1970—1971 годах собрание сочинений включает 5 томов. Изданное в 1990—1993 годах Полное собрание сочинений состоит из 7 томов.

## Основные публикации
- Almada-Negreiros J. de. A Engomadeira : novela vulgar lisboeta : Novela Vulgar Lisboeta :  [порт.] / José de Almada-Negreiros. — Lisboa : Typografia Monteiro & Cardoso, 1917. — 30 p. создана в 1915 году.
- Nome de Guerra : romance :  [порт.] / José de Almada Negreiros. — Coimbra : Lidergráf, 2013. — 254 p. — (Autores modernos portugueses ; vol. 1).  Ed. facsimilada de Lisboa : Edições Europa, 1925.
- Manifesto anti-Dantas : e por extenso por José de Almada-Negreiros poeta d'Orpheu futurista e tudo :  [порт.] / José de Almada Negreiros / org., apresentação e notas Sara Afonso Ferreira. — 2ª reimp. — Porto : Assírio & Alvim, 2015. — 127 p. — ISBN 978-972-37-1688-7. Facsimile da edição de 1916.
- Manifestos :  [порт.] / José de Almada Negreiros /ed. Fernando Cabral Martins  [et al.]. — Assírio & Alvim, 2016. — 79 p. — (Almada breve ; vol. 2). — ISBN 978-972-37-1909-3.
- Teatro escolhido :  [порт.] / José de Almada Negreiros / ed. Fernando Cabral Martins, Luís Manuel Gaspar. — Assírio & Alvim, 2017. — 173 p. — (Almada breve ; vol. 4). — ISBN 978-972-37-2002-0.
- Ficções :  [порт.] / José de Almada Negreiros / ed. Fernando Cabral Martins, Luís Manuel Gaspar, Mariana Pinto dos Santos. — 2ª ed., rev. e aument. — Lisboa : Assírio & Alvim, 2017. — 279 p. — (Obra literária de José de Almada Negriros ; vol. 2). — ISBN 978-972-37-1980-2.
- Sobre cinema :  [порт.] / José de Almada Negreiros / ed. Mariana Pinto dos Santos, Luis Manuel Gaspar. — Porto : Assírio & Alvim, 2019. — 165 p. — (Almada breve ; vol. 5). — ISBN 978-972-37-2101-0.